# Boni Yayi

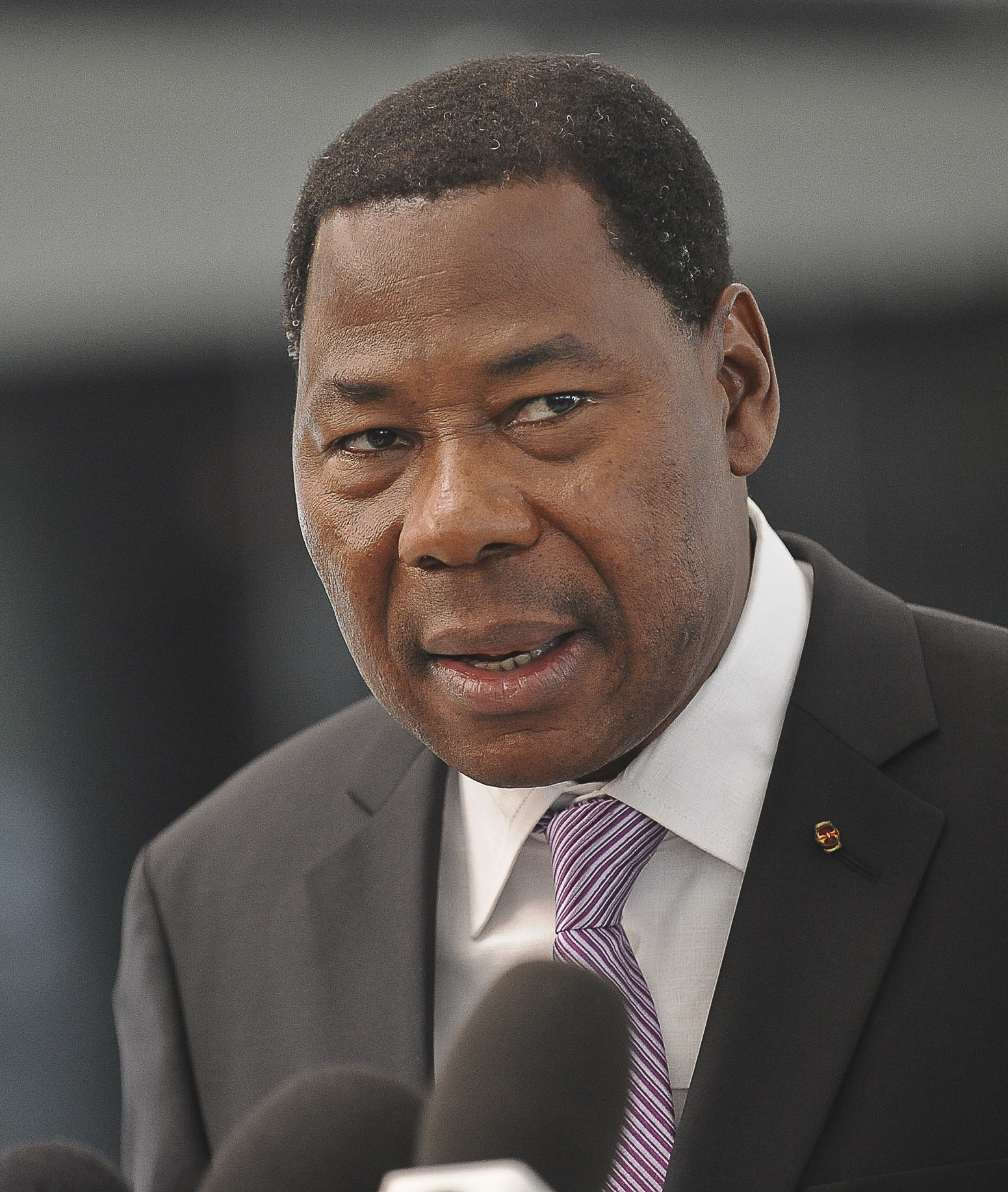
Boni Yayi

Thomas Boni Yayi (* 1. Juli 1952 in Tchaourou) ist ein beninischer Ökonom und Politiker. Er war von 2006 bis April 2016 Präsident von Benin. Von 2012 bis 2013 war er Vorsitzender der Afrikanischen Union. Er bekennt sich zum Protestantismus.

## Leben
Boni Yayi wurde in Tchaourou, im nordöstlichen Departement Borgou, damals noch als Dahomey Teil der Kolonie Französisch-Westafrika, geboren. Seine Ausbildung erhielt Yayi in der Hauptstadt der Region Parakou und später an der Nationalen Universität von Benin. An der Universität von Dakar (Senegal) erhielt er ein Diplom im Bankwesen mit Schwerpunkt auf Finanzierung. Anschließend studierte er an der Universität Orléans in Frankreich, wo er 1986 graduierte. 1991 promovierte er an der Universität Paris-Dauphine in Wirtschaftswissenschaften.
1975 trat Yayi der Banque Commerciale du Bénin als Angestellter bei. Von 1980 bis 1988 arbeitete er bei der Zentralbank der westafrikanischen Staaten (BCEAO) in Dakar, wo er zum stellvertretenden Direktor aufstieg. Anschließend wechselte er als stellvertretender Direktor für Entwicklung zur Westafrikanischen Zentrale für Bankenstudien (Dakar). Von 1992 bis 1994 arbeitete er im Büro als technischer Berater des Präsidenten von Benin Nicéphore Dieudonné Soglo und war dort für die Geld- und Bankenpolitik zuständig.
1994 wurde er Präsident der Westafrikanischen Entwicklungsbank (BOAD). Für seine Verdienste um die westafrikanische Entwicklung wurde er zu Ritter des französischen Ordre national du Mérite  ernannt.
Bei der Präsidentschaftswahl 2006 trat Boni Yayi als unabhängiger Kandidat an. Yayi bediente sich seiner Position als Außenstehender und basierte sein politisches Programm auf der Bekämpfung der Korruption. Der amtierende Präsident, Mathieu Kérékou, war zu der Teilnahme an der Wahl nicht berechtigt, da er das Alterslimit von 70 Jahren überschritten hatte. Im ersten Wahlgang am 5. März erhielt Yayi mit 32 % der Stimmen die meisten unter den 26 Kandidaten. Auf seinen größten politischen Widersacher, Adrien Houngbédji von der Partei der Demokratischen Erneuerung, entfielen lediglich 25 % der Stimmen. Im zweiten Wahlgang am 19. März gewann Boni mit knapp 75 % der abgegebenen Stimmen. Am 6. April trat Yayi das Amt des Präsidenten an.
2011 wurde Boni Yayi mit 53,13 % der Stimmen im ersten Wahlgang wiedergewählt. Das Resultat des Urnengangs wurde jedoch von Adrien Houngbedji, der 35,64 % der Stimmen erhalten hatte, angezweifelt. Houngbedji warf Boni Yayi Wahlbetrug vor und weigerte sich, das Ergebnis anzuerkennen. Zuvor war die Wahl zwei Mal verschoben worden, nachdem die Opposition beanstandet hatte, dass hunderttausende Namen nicht auf den Wählerlisten vermerkt waren.
Ende Januar 2012 wurde Yayi zum Vorsitzenden der Afrikanischen Union gewählt. Der Vorsitz ist vor allem mit repräsentativen Tätigkeiten verbunden und wechselt jedes Jahr zwischen den Staats- und Regierungschefs der 54 Mitgliedstaaten der Afrikanischen Union. Am 27. Januar 2013 wurde der äthiopische Ministerpräsident Hailemariam Desalegn als Yayis Nachfolger zum Vorsitzenden der Afrikanischen Union gewählt. Am 6. April 2016 wurde Patrice Talon neuer Präsident von Benin.
Im September 2021 trafen sich Patrice Talon und Thomas Boni Yayi, einst politische Verbündete, die zu Rivalen geworden waren, im Marina Palace in Cotonou. Während dieses Tête-à-Tête präsentierte Thomas Boni Yayi Patrice Talon eine Reihe von Vorschlägen und Anträgen, insbesondere in Bezug auf die Freilassung von „politischen Häftlingen“.
2013 wurde er Ehrenbürger der Stadt Montreal.